# Долне Саліби
Долне Саліби (словац. Dolné Saliby) — село в окрузі  Ґаланта Трнавського краю Словаччини. Площа села 18,72 км². Станом на 31 грудня 2015 року в селі проживав 1964 жителі.

## Історія
Перші згадки про село датуються 1158 роком.

## Населення
| Рік:            | 1994. | 2004.   | 2014.   | 2024.   |
| --------------- | ----- | ------- | ------- | ------- |
| Кількість осіб: | 1912  | 1957    | 1954    | 2024    |
| Різниця:        |       | +2,35 % | -0,15 % | +3,58 % |

| Рік:            | 2023. | 2024.   |
| --------------- | ----- | ------- |
| Кількість осіб: | 2036  | 2024    |
| Різниця:        |       | -0,58 % |